# Вороненков Денис Миколайович
Денис Миколайович Вороненков (10 квітня 1971, Горький, РРФСР — 23 березня 2017, Київ, Україна ) — російський державний і політичний діяч. У 2011—2016 роках депутат Державної думи РФ, член Комітету з безпеки та протидії корупції, член фракції «КПРФ».
20 березня 2014 року разом із 443 депутатами Державної думи Російської Федерації голосував за анексію Криму Росією.
У жовтні 2016 року разом із дружиною-депутатом Держдуми Марією Ігенбергс-Максаковою переїхав до України, а 6 грудня 2016 року отримав громадянство України. Пізніше в інтерв'ю заявив, що був змушений голосувати за анексію Криму під страхом за свою родину і що депутатам Думи було дане розпорядження з погрозою підтримати Путіна.

## Освіта
- 1988 рік — з відзнакою закінчив Ленінградське суворовське військове училище.
- 1995 рік — з відзнакою та золотою медаллю закінчив Військовий університет Міністерства оборони РФ.
- 1999 рік — захистив дисертацію на здобуття наукового ступеня кандидата юридичних наук на тему «Правовий нігілізм і правовий ідеалізм (теоретико-правове дослідження)» в Московській Академії МВС Росії.
- 2002 рік — Міносвіти РФ присвоїло Вороненкову вчене звання доцента.
- 2009 рік — захистив дисертацію на здобуття наукового ступеня доктора юридичних наук на тему «Теоретичні та нормативні основи судового контролю в механізмі поділу влади» в Російській Правової Академії Мін'юсту РФ.

## Вбивство і розслідування
Дениса було вбито трьома пострілами у живіт та голову 23 березня 2017 року близько 11:30 у Києві на перехресті бульвару Шевченка та вулиці Пушкінської. У перестрілці кілера й охоронця Вороненкова було поранено. Їх було направлено на лікування під посиленою охороною. У лікарні кілер помер, охоронця прооперували, він перебував у тяжкому стані. 
За заявою тодішнього начальника поліції Києва Андрія Крищенка, вбивство було замовним та мало політичну мету, щоб "залякати  російських депутатів і чиновників, хто спробує втекти з Росії на Захід чи до України" також заявив Антон Геращенко. Держдума РФ назвала вбивство провокацією українських спецслужб.
Убивця — громадянин України, уродженець Севастополя, 28-річний Паршов Павло Олександрович, який жив у Дніпрі.
11 серпня 2021 року суд завершив слідство, прокурор попросив визнати винними обвинувачених та призначити їм позбавлення волі строком на 12 років.

## Поховання
25 березня 2017 року похований на Звіринецькому кладовищі у Києві.